# Emil Hermann Hartwich
Emil Hermann Hartwich (* 13. Juli 1801 in Bensdorf bei Brandenburg; † 17. März 1879 in Berlin) war ein deutscher Bauingenieur und preußischer Baubeamter, der vor allem auf dem Gebiet des Baus von Eisenbahnbrücken hervortrat.

## Leben

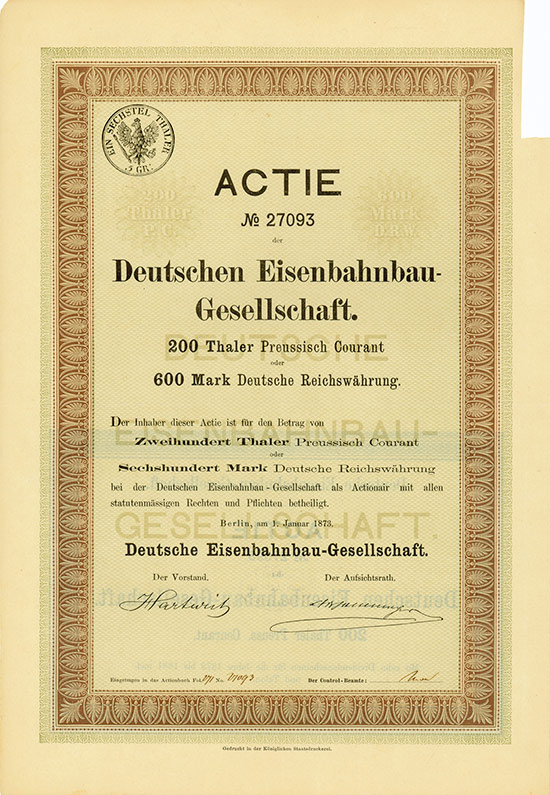
Aktie der Deutschen Eisenbahnbau-Gesellschaft von 1873 mit der faksimilierten Unterschrift des Vorstands Hartwich

Hartwich wurde in eine Familie von Geistlichen hineingeboren. Er war mütterlicherseits ein Großneffe von Martin Heinrich Klaproth. Er besuchte das Gymnasium zu Brandenburg und die Berliner Bauakademie. Nach zusätzlichem Privatunterricht im Fach Mathematik legte er zunächst 1819 die Feldmesserprüfung ab. 1823 bestand er die Kondukteur-Prüfung (Bauführer-Prüfung, Erstes Staatsexamen), 1827 die Baumeister-Prüfung (Zweites Staatsexamen).
Er betätigte sich innerhalb der staatlichen Bauverwaltung zunächst im Wasserbau. Er wurde 1824 mit den Regulierungsarbeiten des Finowkanals und der Havel bei Liebenwalde, 1827 mit den zur Fortsetzung des Finowkanals erforderlichen Bauten betraut, 1829 zum Wasserbauinspektor in Steinau (Schlesien, heute Ścinawa) und 1834 zum Regierungs- und Baurat in Danzig ernannt. Er vollendete dort die Molen in Danzig-Neufahrwasser, führte die mit dem Durchbruch der Weichsel in die See bei Neufähr verbundenen Arbeiten aus und leitete den Bau des bischöflichen Schlosses und die Restaurierung der Kirche in Pelplin.
Ab Ende der 1830er Jahre wandte er sich dem aufkommenden Eisenbahnbau zu, 1845 übernahm er – aus dem Staatsdienst beurlaubt – den Bau der Stargard-Posener Eisenbahn, als deren anspruchsvollstes Bauwerk die gewölbte Brücke über die Warthe bei Wronke galt. 1849 wurde er als vortragender Rat in das königlich preußische Handelsministerium berufen und zum Mitglied der Oberbaudeputation ernannt, wo ihm außer dem Eisenbahnwesen die Melioration des Niederoderbruchs übertragen war. 1849–1855 gehörte er auch dem Direktorium der Berliner Bauakademie an, 1851–1856 war er Redaktionsmitglied der Zeitschrift für Bauwesen. 1855 fungierte er für die Weltausstellung in Paris als Präsident der 5. Klasse für Eisenbahn- und Landtransport und bereiste Frankreich.
1856 schied Hartwich erneut aus dem Staatsdienst aus und übernahm die Leitung der Bauabteilung der privatwirtschaftlichen Rheinischen Eisenbahn-Gesellschaft in Köln, deren Hauptbauwerke er unter dem Titel Erweiterungsbauten der Rheinischen Eisenbahn-Gesellschaft in drei Teilen veröffentlichte (vgl. Schriften). Anders als in der staatlichen Bauverwaltung konnte er hier eigene Entwicklungen und Erkenntnisse durchsetzen, so z. B. die Einführung der so genannten „Hartwich-Schiene“ oder von „Zentral-Weichen- und Signal-Apparaten“ nach britischem Vorbild. Von den unter seiner Leitung ausgeführten Brückenbauten fand insbesondere die Pfaffendorfer Brücke wegen ihrer „Kühnheit der Konstruktion“ und „Schönheit der Form“ Anerkennung. Eine Weiterentwicklung dieses Konstruktionstyps war die rund zehn Jahre später nach seiner Planung von der Gutehoffnungshütte gebaute Duisburg-Hochfelder Eisenbahnbrücke.
1871 wurde Hartwich in das nach der Reichsgründung entstandene Reichskanzleramt berufen, übernahm aber schon 1872 die Leitung der Deutschen Eisenbahnbau-Gesellschaft, von der er aber noch vor deren Zusammenbruch wieder zurücktrat. Im letzten Jahrfünft seines Lebens betätigte er sich nur noch als Autor. In seiner Veröffentlichung Bemerkungen über den bisherigen Gang der Entwickelung des Eisenbahnwesens (Berlin 1877) setzte er sich für die Förderung der Lokalbahnen ein. Außerdem war Hartwich ein früher und entschiedener Befürworter des Baus der Berliner Stadtbahn, die bei seinem Tod am 17. März 1879 aber noch längst nicht fertiggestellt war.

## Werk

### Schriften
Emil Hartwichs fachschriftstellerisches Werk besteht überwiegend aus Denkschriften, Artikeln in Fachzeitschriften sowie Darstellungen der unter seiner Leitung ausgeführten Bauten.
- Über die jetzigen Systeme verschiedener Betriebs-Einrichtungen auf Eisenbahnen.
In: Eisenbahn-Zeitung, 10. Jahrgang 1852,
  - Nr. 11 (vom 14. März 1852), S. 41–43. (1. Teil)
  - Nr. 13 (vom 28. März 1852), S. 53–55. (2. Teil)
- Die Brücke über die Warthe bei Wronke auf der stargardposener Eisenbahn. 1852.
- Erläuterungen betreffend A. den Bau der Verbindungsbahnen in und um Cöln (…) sowie B. den Bau der Bahn von Rolandseck nach Bingen. Köln 1862. (133 Seiten)
- Erörterungen über den Anschluß der Rheinischen Bahn an das holländische Bahn-Netz. Köln 1862. (4 Blätter)
- Erweiterungsbauten der Rheinischen Eisenbahn, 1. Abteilung: Die Rheinbrücke bei Koblenz. Ernst & Korn, Berlin 1864. (31 Seiten)
- Erweiterungsbauten der Rheinischen Eisenbahn, 2. Abteilung: Fähranstalten für den Eisenbahnverkehr. 2. Auflage, Ernst & Korn, Berlin 1870.
als Nachdruck: Braun, Duisburg 1979, ISBN 3-87096-156-2.
- Erweiterungsbauten der Rheinischen Eisenbahn, 3. Abteilung: Eiserne Brücken. Ernst & Korn, Berlin 1867.
- Denkschriften über Eisenbahnen, welche lediglich zum Gütertransport bestimmt sind. o. V. (Schade), o. O. (Berlin) o. J. (17 Seiten)
- Denkschrift betreffend die Herstellung einer Eisenbahn, welche vom Bahnhofe der Königlichen Ostbahn ausgehend Berlin durchschneidet, über Charlottenburg nach Potsdam, und bei Kohlhasenbrück abzweigend einerseits nach Leipzig, andererseits über Halle und Erfurt nach Meiningen führt. 1872. Digitalisat bei Google Books
- Bahn durch Berlin über Charlottenburg nach Potsdam. Anfangsstrecke der Berliner Südwestbahn. Hermann, Berlin 1873.
- Bemerkungen über die Schiffahrts- und Vorfluths-Verhältnisse in und bei Berlin. 1874.
- Aphoristische Bemerkungen über das Eisenbahnwesen und Mittheilungen über die Eisenbahnen in London nebst Vorstädten. 2. verbesserte Auflage, Ernst & Korn, Berlin 1874. (36 Seiten)
- Bemerkungen über Transportmittel und Wege sowie über die Gestaltung und Verwaltung des Eisenbahnwesens. Ernst & Korn, Berlin 1875. (42 Seiten)
- Mittheilungen über die Unternehmungen der deutschen Eisenbahnbau-Gesellschaft und deren jetzige Lage insbesondere mit Rücksicht auf den Bau der Berliner Stadtbahn. Polytechnische Buchhandlung / Seydel, Berlin 1876, 25 Seiten; Digitalisat über Google-Bücher
- Bemerkungen über den bisherigen Gang der Entwicklung des Eisenbahnwesens sowie über dessen Gestaltung nach Maassgabe der Verhältnisse und Bedürfnisse mit besonderer Rücksicht auf die Zwecke des Vereins zur Förderung der Localbahnen. L. Simion, Berlin 1877. (76 Seiten)
- Erörterungen über Vervollständigung und Erweiterung des preussischen Eisenbahnnetzes, mit Rücksicht auf Entwickelung des Güterverkehrs und Erzielung billiger Frachten. L. Simion, Berlin 1878. (27 Seiten)

### Bauten
- 1856–1858: Bahnhof Rolandseck bei Remagen
- 1862–1864: Pfaffendorfer Brücke über den Rhein bei Koblenz (1945 zerstört)
- 1863–1865: Griethausener Eisenbahnbrücke über den Altrhein bei Kleve (unter Denkmalschutz)
- 1864–1866: Ruhrbrücke in Mülheim an der Ruhr (massive Viadukte mit Veränderungen erhalten, eiserne Überbauten 1926/1927 durch Neubauten ersetzt)[6]
- 1871–1873: Duisburg-Hochfelder Eisenbahnbrücke über den Rhein bei Duisburg (bis auf den linksrheinischen Torturm 1926/1927 durch Neubau ersetzt)

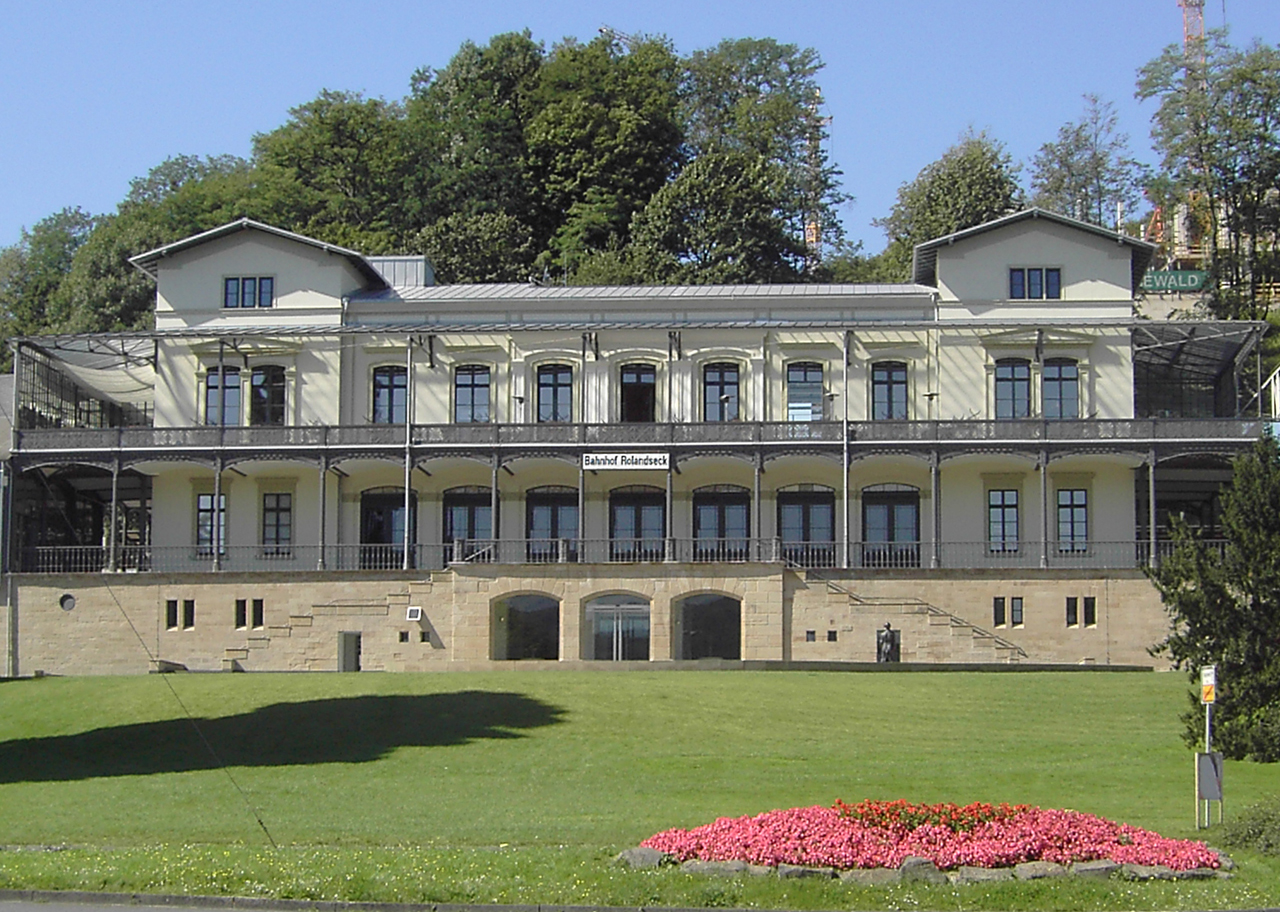
Bahnhof Rolandseck bei Remagen (1856–1858)
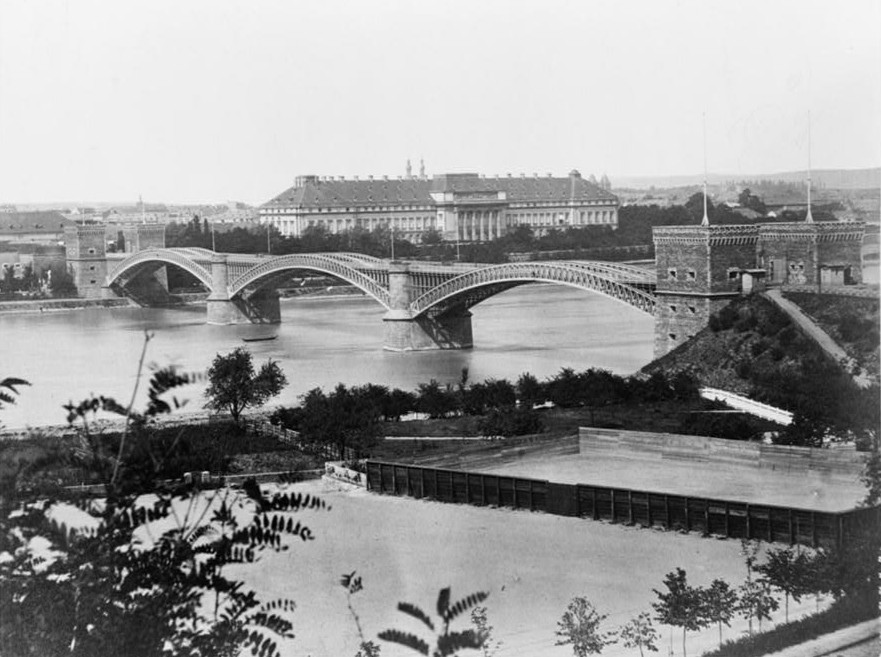
Pfaffendorfer Brücke bei Koblenz (1862–1864, Foto um 1900)
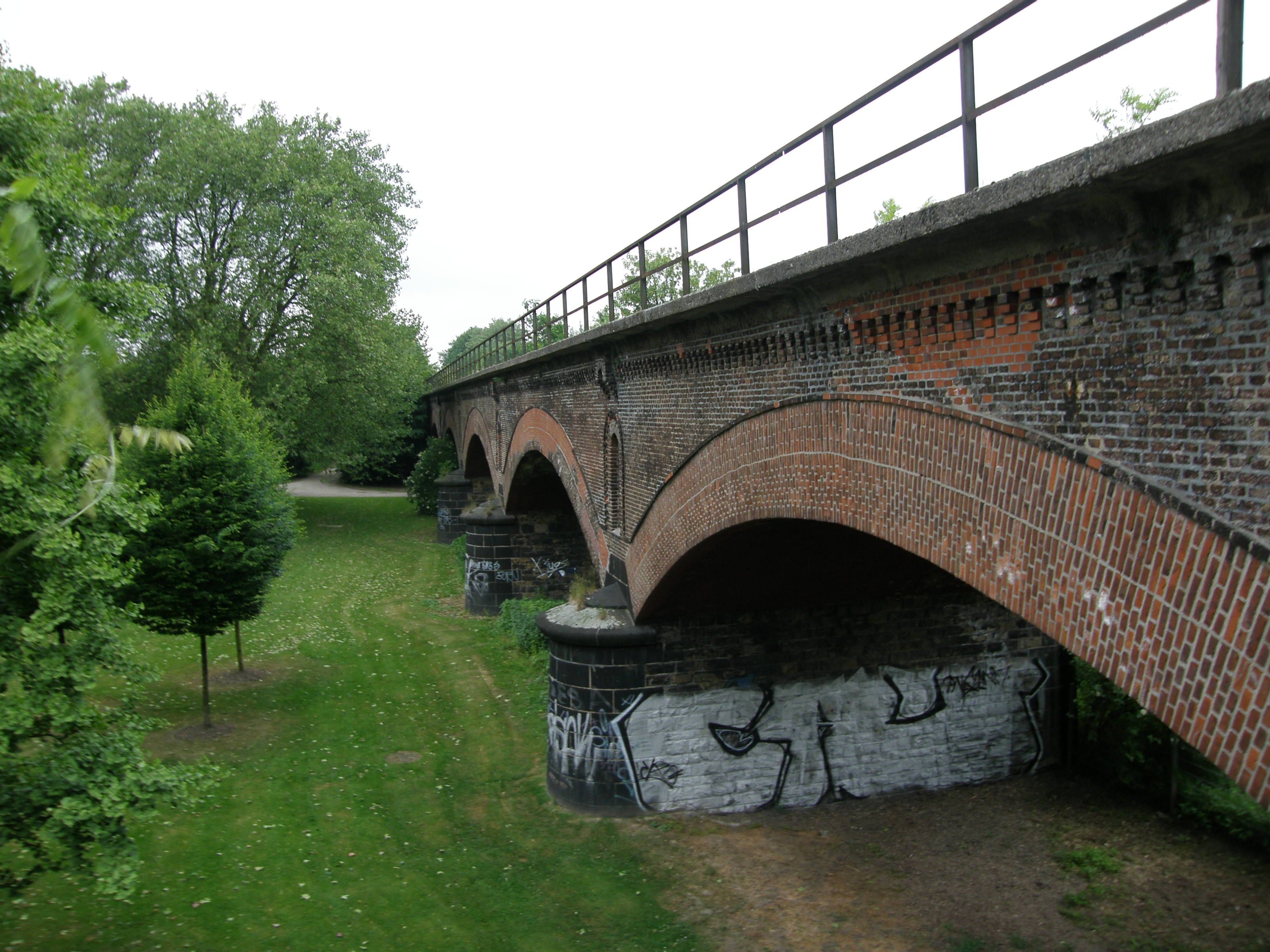
Ruhrbrücke in Mülheim (1864–1866)
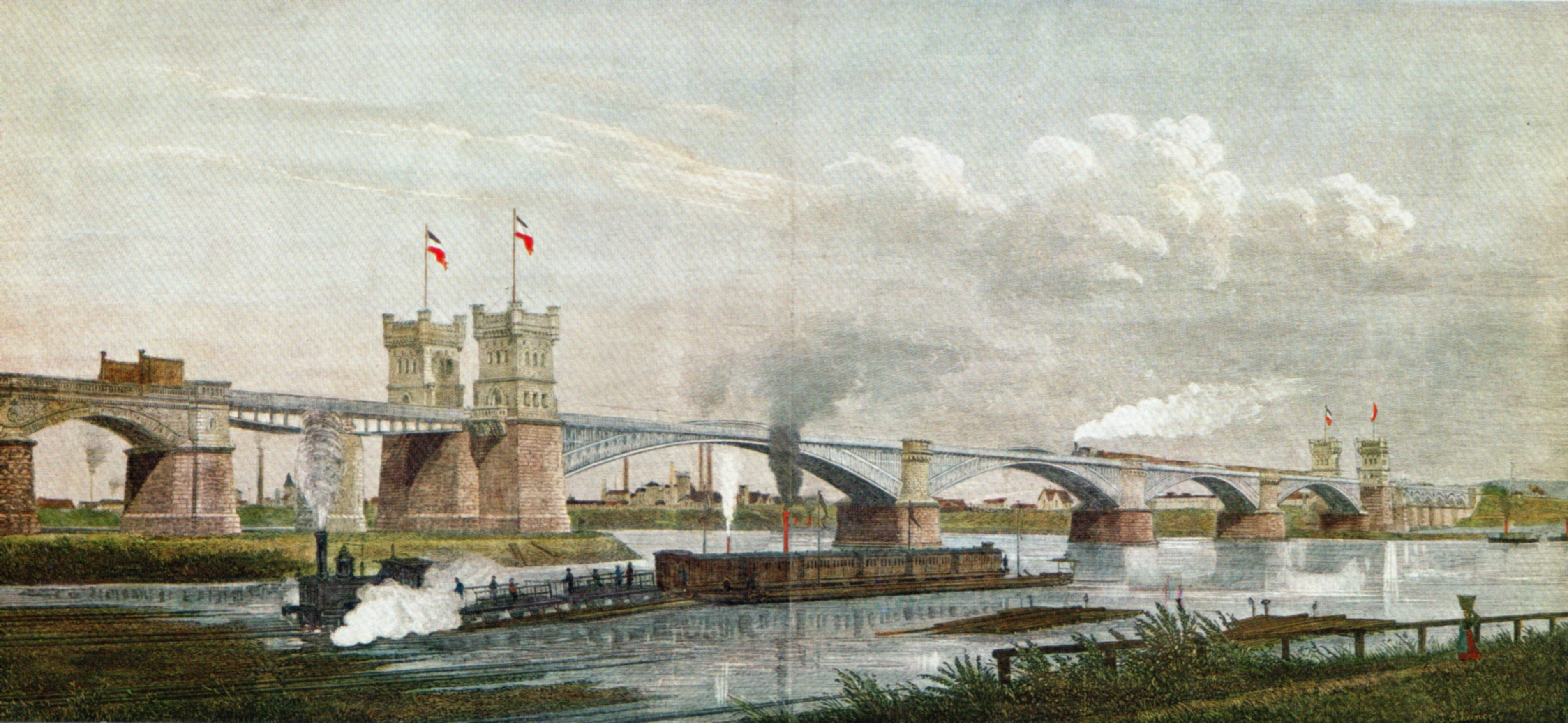
Duisburg-Hochfelder Eisenbahnbrücke (1871–1873)
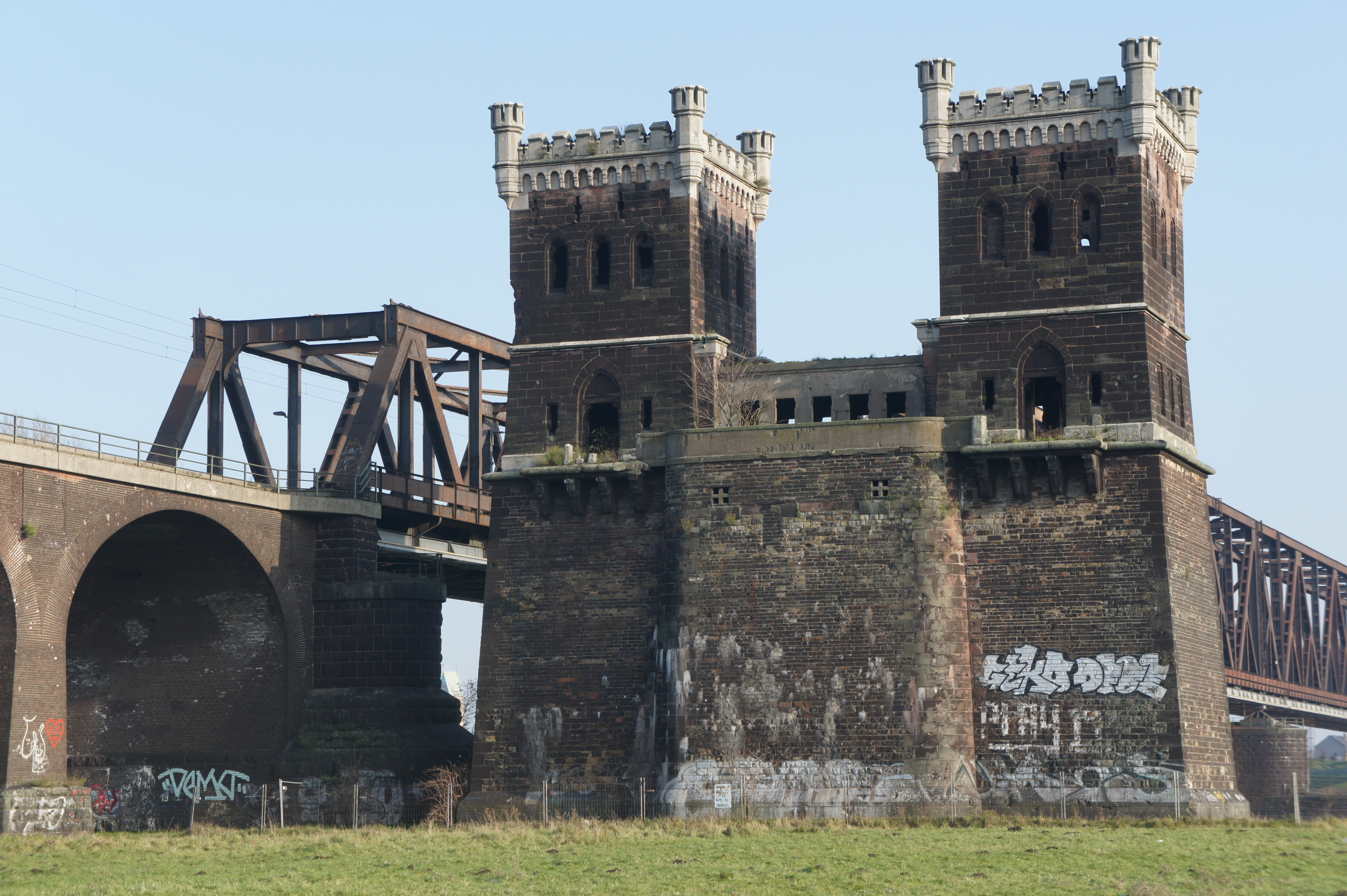
Erhaltener Torturm der Duisburg-Hochfelder Eisenbahnbrücke